# Sual
Sual is een gemeente in de Filipijnse provincie Pangasinan op het eiland Luzon. Bij de laatste census in 2007 had de gemeente bijna 30 duizend inwoners.

## Geografie

### Bestuurlijke indeling
Sual is onderverdeeld in de volgende 19 barangays:
| - Baquioen - Baybay Norte - Baybay Sur - Bolaoen - Cabalitian - Calumbuyan - Camagsingalan - Caoayan - Capantolan - Macaycayawan | - Paitan East - Paitan West - Pangascasan - Poblacion - Santo Domingo - Seselangen - Sioasio East - Sioasio West - Victoria |

## Demografie
Sual had bij de census van 2007 een inwoneraantal van 29.925 mensen. Dit zijn 4.093 mensen (15,8%) meer dan bij de vorige census van 2000. De gemiddelde jaarlijkse groei komt daarmee uit op 2,05%, hetgeen hoger is dan het landelijk jaarlijks gemiddelde over deze periode (2,04%).
|  |  |